# Kappa (przedsiębiorstwo)
Kappa – włoskie przedsiębiorstwo produkujące obuwie, odzież i inne artykuły sportowe.